# Michel Creton
Michel Creton (* 17. August 1942 in Wassy, Département Haute-Marne, Frankreich) ist ein französischer Schauspieler.

## Leben
Bekannt wird er Ende der 1960er mit Costa-Gavras’ Ein Mann zuviel und hat eine Ensemblerolle in Serge Korbers Die kleine Brave. In den 1970ern folgen u. a. Claude Sautets Das Mädchen und der Kommissar und Patrice Lecontes Die Strandflitzer. Eine tragende Rolle war bereits 1973 sein Kameramann Leroy, der in einem Spukhaus filmt, in Juan Buñuels Rendezvous zum fröhlichen Tod. Seinen Durchbruch hat er 1973 mit der Titelrolle des Ausbrechers Pierrot in Le Dingue. In Deutschland wurde Creton vor allem als Legionär Boissier im tumben Söldnerfilm Die Glorreichen (1984) mit Jean-Paul Belmondo und als Zuhälter Pedro in Bertrand Bliers gefeierter Komödie Abendanzug (1986) bekannt. Im Kino auf Nebenrollen abonniert, ist er im Fernsehen ein Star. Im Fernsehen war er unter anderem der charmante Dieb Maurice in Nicolas Gessners Diebe unter sich. Nachdem er mit viel Anerkennung den arbeitslosen François an der Seite von Claude Jade in Fou comme François (1978) gespielt hatte, waren er und Jade erneut ein Ehepaar in Treize (1981). Zu diesem Film schrieb Creton selbst das Drehbuch; seine bisher einzige Arbeit als Autor.

## Filmografie (Auswahl)
- 1967: Ein Mann zuviel (Un homme de trop) – Regie: Costa-Gavras
- 1967: Wer singt, muß sterben (L’homme qui trahit la mafia) – Regie: Charles Gérard
- 1968: Die kleine Brave (La petite vertu) – Regie: Serge Korber
- 1968: Béru und jene Damen (Béru et ces dames) – Regie: Guy Lefranc
- 1968: Vivre la nuit – Regie: Marcel Carné
- 1969: Allô Police (Fernsehserie, 1 Folge)
- 1971: Das Mädchen und der Kommissar (Max et les ferrailleurs) – Regie: Claude Sautet
- 1971: La dame de Monsoreau (TV-Mehrteiler) – Regie: Yannick Andréi
- 1972: Mord bleibt Mord (Un meurtre est un meurtre) – Regie: Étienne Périer
- 1973: Rendezvous zum fröhlichen Tod (Au rendez-vous de la mort joyeuse) – Regie: Juan Luis Buñuel
- 1973: Der Dingo (Le dingue) – Regie: Daniel Daert
- 1974: Mensch, man kann doch keinen LKW verlieren (Impossible… pas français) – Regie: Robert Lamoureux
- 1975: Jenseits der Angst (Au-delà de la peur) – Regie: Yannick Andréi
- 1976: La fleur des pois (TV) – Regie: Raymond Rouleau
- 1977: Der Erpresser (Armaguedon) – Regie: Alain Jessua
- 1978: Die Strandflitzer (Les bronzés) – Regie: Patrice Leconte
- 1978: Fou comme François – Regie: Gérard Chouchan
- 1981: Treize – Regie: Patrick Villechaize
- 1981: Psy – Regie: Philippe de Broca
- 1981: Bruder Martin (Frère Martin) – Regie: Jean Delannoy
- 1982: Das Verbrechen des Pierre Lacaze (Le crime de Pierre Lacaze) (TV) – Regie: Jean Delannoy
- 1983: Abschied von Tadjira (Le grand carnaval) – Regie: Alexandre Arcady
- 1984: Die Glorreichen (Les morfalous) – Regie: Henri Verneuil
- 1985: Diebe unter sich (Le tueur triste) (TV) – Regie: Nicolas Gessner
- 1986: Abendanzug (Tenue de soirée) – Regie: Bertrand Blier
- 1987: Der Profi 2 (Le solitaire) – Regie: Jacques Deray
- 1988: Der große Blonde auf Freiersfüßen (À gauche en sortant de l’ascenseur) – Regie: Édouard Molinaro
- 1991: So sind die Tage und der Mond (Il y a des jours… et des lunes) – Regie: Claude Lelouch
- 1995–2006: Kommissar Navarro (Navarro, Fernsehserie, 3 Folgen)
- 1996, 1998: Kommissar Moulin (Commissaire Moulin, Fernsehserie, 2 Folgen)
- 1997: Soleil – Regie: Roger Hanin
- 1998: Julie Lescaut (Fernsehserie, 1 Folge)
- 2005: Mis en bouteille au château (TV) – Regie: Marion Sarraut